# Сорая Хіменес
Сорая Хіменес (ісп. Soraya Jiménez, 5 серпня 1977 — 28 березня 2013) — мексиканська важкоатлетка.
Олімпійська чемпіонка 2000 року в категорії до 58 кг.
Срібна призерка Панамериканських ігор 2003 року в категорії до 58 кг.